# Escurolles
Escurolles est une commune située dans le département de l'Allier, en région Auvergne-Rhône-Alpes. Elle fait partie de l'aire d'attraction de Vichy.

## Géographie

### Localisation
La commune d'Escurolles est située en Limagne bourbonnaise, au sud du département de l'Allier, à 8 km de Gannat, 20 km de Vichy et 50 km de Clermont-Ferrand (par la route), entre les anciennes routes nationales 9 et 209. À vol d'oiseau, ces trois villes sont situées respectivement à 7,2 km au nord-est, 12,4 km à l'ouest et 42,9 km au nord-nord-est.
Sept communes sont limitrophes d'Escurolles.
| Le Mayet-d'École         | Broût-Vernet | Saint-Pont                       |
| Saulzet                  | Escurolles   |                                  |
| Monteignet-sur-l'Andelot |              | Espinasse-Vozelle, Cognat-Lyonne |

### Géologie et relief
Sa superficie est de 1 327 hectares, ou 13,27 km2 ; son altitude varie entre 287 et 323 mètres. Au bourg, son altitude s'élève à 306 mètres.

### Hydrographie
Escurolles est traversée par l'Andelot, en rive gauche et bordée par l'Ancoutay, à l'ouest, et le Châlon, à l'est, tous deux affluents de l'Andelot.

### Climat
Pour des articles plus généraux, voir Climat d'Auvergne-Rhône-Alpes et Climat de l'Allier.
En 2010, le climat de la commune est de type climat du Bassin du Sud-Ouest, selon une étude du CNRS s'appuyant sur une série de données couvrant la période 1971-2000. En 2020, Météo-France publie une typologie des climats de la France métropolitaine dans laquelle la commune est exposée à un climat de montagne ou de marges de montagne et est dans la région climatique Nord-est du Massif Central, caractérisée par une pluviométrie annuelle de 800 à 1 200 mm, bien répartie dans l’année.
Pour la période 1971-2000, la température annuelle moyenne est de 11,1 °C, avec une amplitude thermique annuelle de 16,6 °C. Le cumul annuel moyen de précipitations est de 687 mm, avec 8,4 jours de précipitations en janvier et 7 jours en juillet. Pour la période 1991-2020, la température moyenne annuelle observée sur la station météorologique de Météo-France la plus proche, « Charmes_sapc », sur la commune de Charmes à 8 km à vol d'oiseau, est de 11,9 °C et le cumul annuel moyen de précipitations est de 675,4 mm,. Pour l'avenir, les paramètres climatiques de la commune estimés pour 2050 selon différents scénarios d'émission de gaz à effet de serre sont consultables sur un site dédié publié par Météo-France en novembre 2022.

## Urbanisme

### Typologie
Au 1er janvier 2024, Escurolles est catégorisée commune rurale à habitat dispersé, selon la nouvelle grille communale de densité à 7 niveaux définie par l'Insee en 2022.
Elle est située hors unité urbaine. Par ailleurs la commune fait partie de l'aire d'attraction de Vichy, dont elle est une commune de la couronne,. Cette aire, qui regroupe 50 communes, est catégorisée dans les aires de 50 000 à moins de 200 000 habitants,.

### Occupation des sols

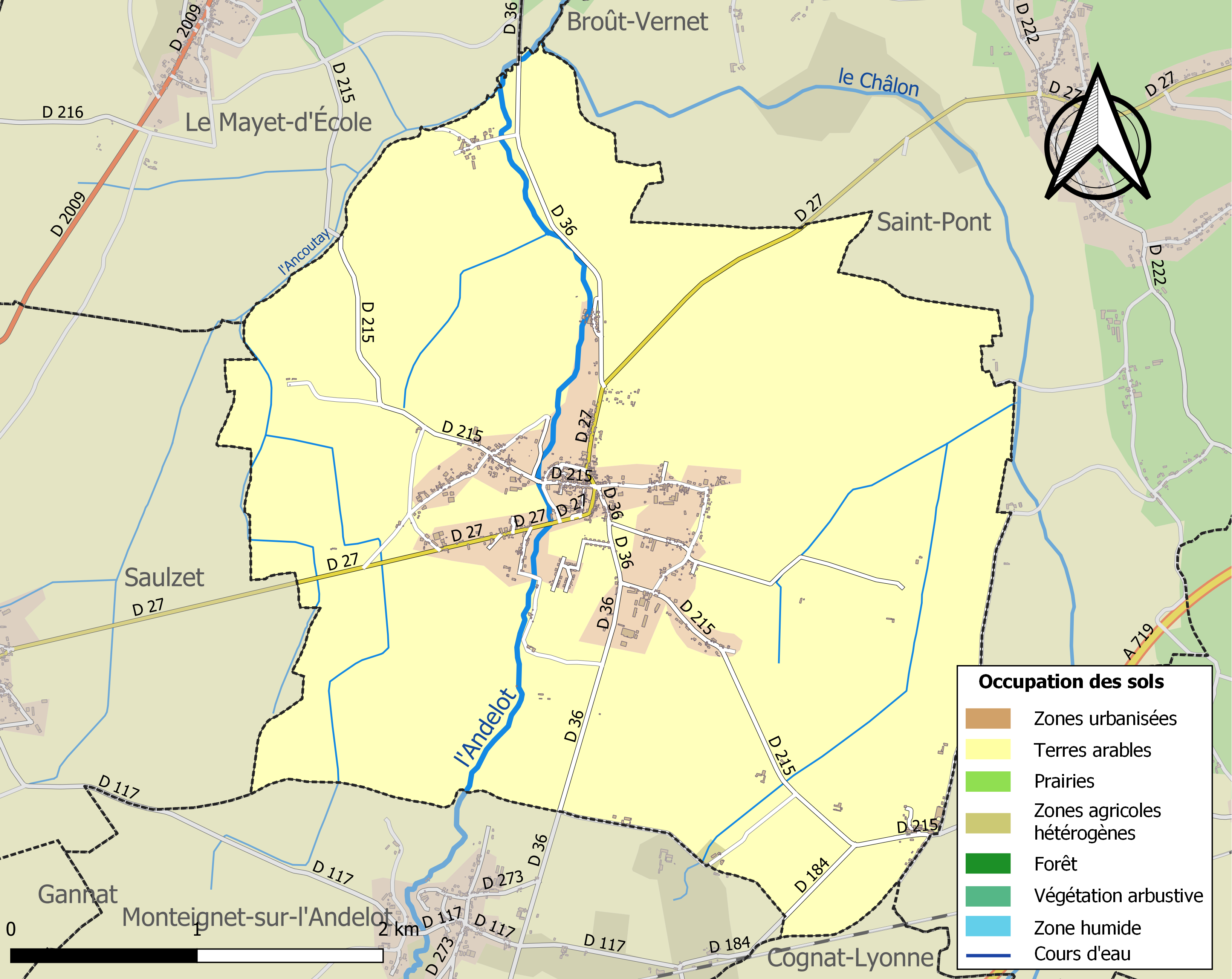
Carte des infrastructures et de l'occupation des sols de la commune en 2018 (CLC).

L'occupation des sols de la commune, telle qu'elle ressort de la base de données européenne d’occupation biophysique des sols Corine Land Cover (CLC), est marquée par l'importance des territoires agricoles (91,6 % en 2018), en diminution par rapport à 1990 (92,4 %). La répartition détaillée en 2018 est la suivante : terres arables (91,5 %), zones urbanisées (8,4 %), zones agricoles hétérogènes (0,1 %).
L'IGN met par ailleurs à disposition un outil en ligne permettant de comparer l’évolution dans le temps de l’occupation des sols de la commune (ou de territoires à des échelles différentes). Plusieurs époques sont accessibles sous forme de cartes ou photos aériennes : la carte de Cassini (XVIIIe siècle), la carte d'état-major (1820-1866) et la période actuelle (1950 à aujourd'hui).

### Logement
En 2012, la commune comptait 359 logements, contre 327 en 2007. Parmi ces logements, 85,1 % étaient des résidences principales, 3,4 % des résidences secondaires et 11,5 % des logements vacants. Ces logements étaient pour 97,7 % d'entre eux des maisons individuelles et pour 1,4 % des appartements.
La proportion des résidences principales, propriétés de leurs occupants était de 70,8 %, en baisse par rapport à 2007 (73,5 %). La part de logements HLM loués vides était de 10,3 % (contre 6,9 %).

### Voies de communication et transports

#### Voies routières

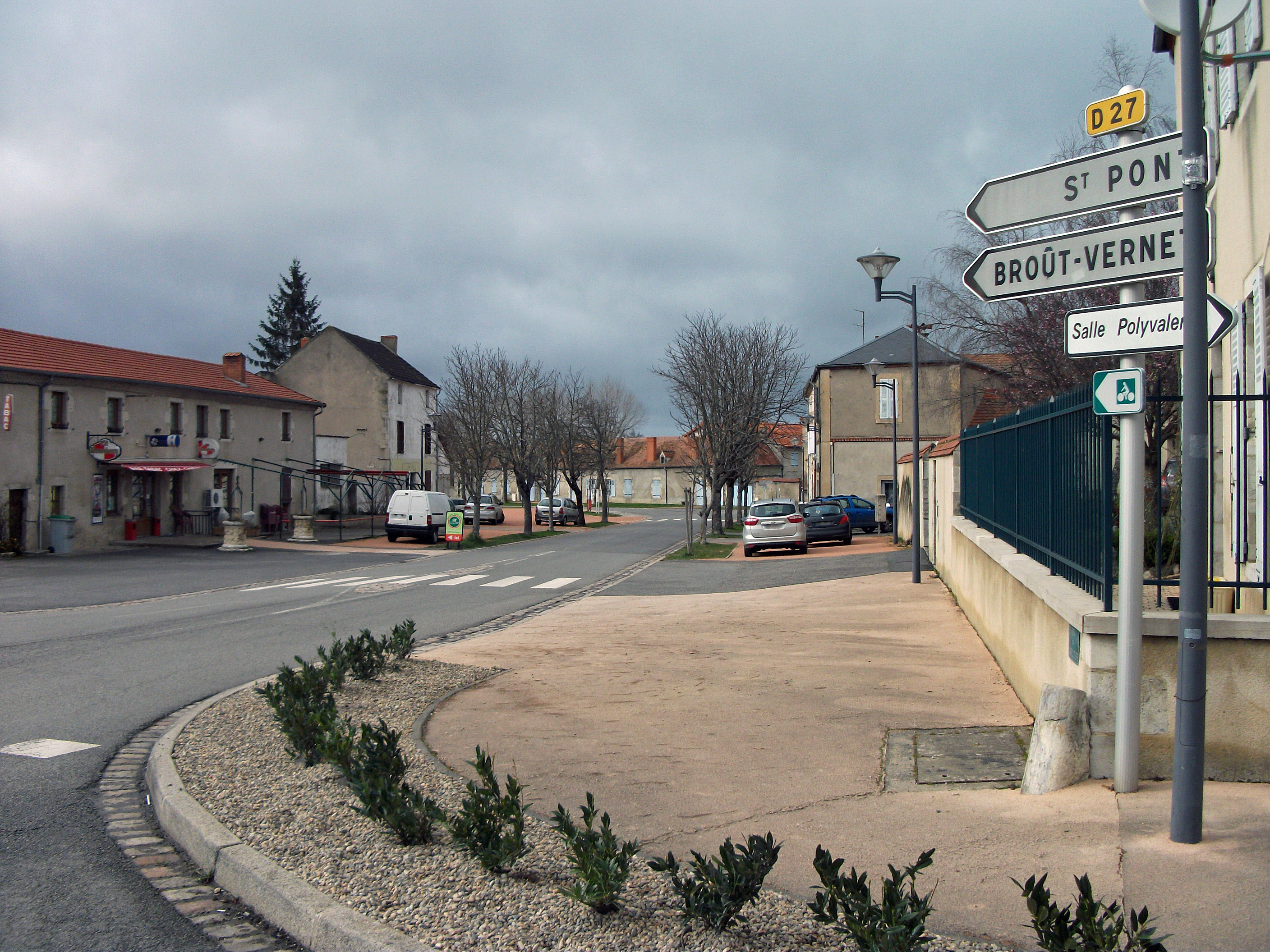
La D 27 traverse la commune.

La commune est traversée par quatre routes départementales :
- la RD 27, axe est-ouest reliant le nord de l'agglomération vichyssoise (Vendat) et Saint-Pont à Saulzet ;
- la RD 36, axe nord-sud reliant Broût-Vernet à Biozat ;
- la RD 184, au sud-est de la commune, axe de la RD 215 à Monteignet-sur-l'Andelot ;
- la RD 215, reliant Espinasse-Vozelle au centre du village.

L'accès à l'autoroute A719, passant au sud de la commune, s'effectue par la sortie 15, située à l'est de Gannat. Elle permet de rejoindre Paris, Montluçon et Clermont-Ferrand par l'autoroute A71, ainsi que Vichy depuis le 12 janvier 2015.

#### Transports ferroviaires
Aucune ligne ferroviaire ne passe par la commune ; il a existé une gare, définie dans une nomenclature de la Compagnie des chemins de fer de Paris à Lyon et à la Méditerranée de 1911, portant le nom de « Monteignet – Escurolles », sur la ligne de Saint-Germain-des-Fossés à Nîmes-Courbessac et située sur la commune limitrophe de Monteignet-sur-l'Andelot. La gare ouverte au trafic voyageurs la plus proche est située à Gannat, desservie par des TER Auvergne-Rhône-Alpes à destination de Montluçon ou de Clermont-Ferrand.

## Toponymie
Le village est nommé Escurolas en bourbonnais du Croissant. La commune est située dans l'aire linguistique du Croissant, zone où la langue est de transition entre la langue occitane et la langue d'oïl.

## Histoire
Occupées par les Gaulois, les vallées de l'Andelot et du Châlon deviennent ensuite une terre d'élection des Romains, qui bâtissent dans ce terroir fertile de nombreuses villae, desservies par une voie menant de Vichy à Néris-les-Bains, via Chantelle-la-Vieille. Des fragments de tuiles à rebord, des tessons de céramique et quelques pièces de monnaie confirment cette présence.
Siège d'une viguerie, centre de circonscription administrative avant 984, Escurolles acquiert une certaine importance sous la seigneurie de l'abbaye de Cluny.
Presque ruinée par les ennemis de Cluny, la ville fait appel à la protection de Philippe-Auguste. Le roi accorde à Escurolles en 1189 une charte de pariage et de coutumes, parmi les premières du Bourbonnais ; les habitants reçoivent les coutumes de Saint-Pierre-le-Moûtier, ils payent en retour un cens et la justice est partagée par moitié (« pariage ») avec les moines. Une enceinte enserre désormais la ville administrée par trois consuls. Nicolas de Nicolay, dans sa Générale description du Bourbonnais, mentionne Escurolles au nombre des villes closes.
En 1440, lors de la Praguerie, Charles VII s'empare de la ville qui a pris parti pour les Princes. En 1465, Louis XI, pourchassant des opposants, s'arrête le 20 juillet pour y passer la nuit.
Il existait une ancienne abbaye de Génovéfains.

## Politique et administration

### Découpage territorial
La commune d'Escurolles est membre de la communauté de communes Saint-Pourçain Sioule Limagne, un établissement public de coopération intercommunale (EPCI) à fiscalité propre créé le 1er janvier 2017 dont le siège est à Saint-Pourçain-sur-Sioule (avant 2017, elle était membre de la communauté de communes du Bassin de Gannat). Ce dernier est par ailleurs membre d'autres groupements intercommunaux.
Sur le plan administratif, elle est rattachée à l'arrondissement de Vichy, à la circonscription administrative de l'État de l'Allier et la région Auvergne-Rhône-Alpes. Jusqu'en mars 2015, elle était chef-lieu de canton.
Sur le plan électoral, elle dépend du canton de Bellerive-sur-Allier pour l'élection des conseillers départementaux, depuis le redécoupage cantonal de 2014 entré en vigueur en 2015, et de la troisième circonscription de l'Allier pour les élections législatives, depuis le dernier découpage électoral de 2010.

### Élections municipales et communautaires

#### Élections de 2020
Le conseil municipal d'Escurolles, commune de moins de 1 000 habitants, est élu au scrutin majoritaire plurinominal à deux tours avec candidatures isolées ou groupées et possibilité de panachage. Compte tenu de la population communale, le nombre de sièges à pourvoir lors des élections municipales de 2020 est de 15. La totalité des quinze candidats en lice est élue dès le premier tour, le 15 mars 2020, avec un taux de participation de 51,78 %.

#### Chronologie des maires
| Période                                  | Période                     | Identité            | Étiquette | Qualité |
| ---------------------------------------- | --------------------------- | ------------------- | --------- | --- |
| Les données manquantes sont à compléter. |                             |                     |           | |
|                                          |                             | M. Croizier         |           | Conseiller général du canton d'Escurolles (1892-1910) |
| 1983                                     | 1995                        | Jean-Jacques Rozier | DVD       | Agriculteur retraité Conseiller général du canton d'Escurolles (1993-2015) puis conseiller départemental du canton de Bellerive-sur-Allier (2015-2021) et 11e vice-président du conseil départemental |
| 1995                                     | 2001                        | Christian Martinat  |           | |
| mars 2001                                | mai 2020                    | Jean-Pierre Moulin  |           | Retraité |
| mai 2020                                 | En cours (au 1er juin 2020) | Bertrand Béchonnet  | DVD       | Exploitant agricole |

### Autres élections
Aux élections européennes de 2014, la liste FN dirigée dans la circonscription Massif central-Centre par Bernard Monot a recueilli 27,65 % des voix ; la deuxième liste est la liste UMP dirigée par Brice Hortefeux, qui a obtenu 22,12 % des voix. Moins d'un électeur sur deux a voté (44,84 % soit 239 votants sur 533 inscrits).
L'ancien maire d'Escurolles, Jean-Jacques Rozier (DVD), a été réélu en 2004 et en 2011 dans le canton. D'ailleurs, dans la commune, il est arrivé en tête au second tour devant le socialiste Christian Trillet, avec respectivement 72,96 % et 70,90 % des voix. Les taux de participation s'élèvent à 68,91 % en 2004 et 60,83 % en 2011, scores supérieurs à la moyenne du canton (68,40 % et 48,99 %). Jean-Jacques Rozier s'est à nouveau représenté aux élections départementales de 2015, en binôme avec Isabelle Goninet (Union de la droite), dans le nouveau canton de Bellerive-sur-Allier. Ce binôme, élu au second tour avec 70,66 % des voix dans le canton, a recueilli 75,68 % des suffrages exprimés dans la commune. Le taux de participation s'élève à 54,39 %, légèrement inférieur à celui du canton (54,60 %). Le 2 avril 2015, il est élu 11e vice-président du conseil départemental chargé « des ressources humaines, de l'administration générale, de la coopération internationale et de la commande publique ».
Aux élections municipales de 2014, tenues au scrutin majoritaire, 74,58 % des électeurs avaient voté.

### Administration municipale
Le conseil municipal d'Escurolles, réuni en mai 2020 à la suite de l'élection du nouveau maire, a désigné trois adjoints.

## Population et société

### Démographie

#### Évolution démographique
L'évolution du nombre d'habitants est connue à travers les recensements de la population effectués dans la commune depuis 1793. Pour les communes de moins de 10 000 habitants, une enquête de recensement portant sur toute la population est réalisée tous les cinq ans, les populations de référence des années intermédiaires étant quant à elles estimées par interpolation ou extrapolation. Pour la commune, le premier recensement exhaustif entrant dans le cadre du nouveau dispositif a été réalisé en 2006.

En 2022, la commune comptait 797 habitants, en évolution de +3,78 % par rapport à 2016 (Allier : −1,38 %, France hors Mayotte : +2,11 %).
| 1793  | 1800  | 1806  | 1821  | 1831  | 1836  | 1841  | 1846  | 1851  |
| ----- | ----- | ----- | ----- | ----- | ----- | ----- | ----- | ----- |
| 1 012 | 1 028 | 1 090 | 1 117 | 1 100 | 1 194 | 1 189 | 1 239 | 1 288 |

| 1856  | 1861  | 1866  | 1872  | 1876  | 1881  | 1886  | 1891  | 1896  |
| ----- | ----- | ----- | ----- | ----- | ----- | ----- | ----- | ----- |
| 1 265 | 1 236 | 1 136 | 1 126 | 1 150 | 1 100 | 1 074 | 1 024 | 1 063 |

| 1901 | 1906 | 1911 | 1921 | 1926 | 1931 | 1936 | 1946 | 1954 |
| ---- | ---- | ---- | ---- | ---- | ---- | ---- | ---- | ---- |
| 940  | 905  | 847  | 741  | 726  | 728  | 731  | 694  | 623  |

| 1962 | 1968 | 1975 | 1982 | 1990 | 1999 | 2006 | 2011 | 2016 |
| ---- | ---- | ---- | ---- | ---- | ---- | ---- | ---- | ---- |
| 602  | 623  | 617  | 662  | 668  | 657  | 715  | 736  | 768  |

| 2021 | 2022 | - | - | - | - | - | - | - |
| ---- | ---- | - | - | - | - | - | - | - |
| 792  | 797  | - | - | - | - | - | - | - |

#### Pyramide des âges
En 2021, le taux de personnes d'un âge inférieur à 30 ans s'élève à 33,9 %, soit au-dessus de la moyenne départementale (29,0 %). À l'inverse, le taux de personnes d'âge supérieur à 60 ans est de 26,7 % la même année, alors qu'il est de 35,6 % au niveau départemental.
En 2021, la commune comptait 386 hommes pour 406 femmes, soit un taux de 51,26 % de femmes, légèrement inférieur au taux départemental (52,03 %).
Les pyramides des âges de la commune et du département s'établissent comme suit :
| Hommes | Classe d’âge | Femmes |
| ------ | ------------ | ------ |
| 1,0    | 90 ou +      | 0,2    |
| 8,6    | 75-89 ans    | 9,6    |
| 17,8   | 60-74 ans    | 16,3   |
| 16,4   | 45-59 ans    | 19,6   |
| 21,6   | 30-44 ans    | 21,2   |
| 12,1   | 15-29 ans    | 14,8   |
| 22,5   | 0-14 ans     | 18,3   |

| Hommes | Classe d’âge | Femmes |
| ------ | ------------ | ------ |
| 1,2    | 90 ou +      | 3      |
| 10     | 75-89 ans    | 13,4   |
| 21,3   | 60-74 ans    | 22     |
| 20,6   | 45-59 ans    | 19,6   |
| 15,7   | 30-44 ans    | 15     |
| 15,6   | 15-29 ans    | 12,9   |
| 15,7   | 0-14 ans     | 14     |

### Enseignement
Escurolles dépend de l'académie de Clermont-Ferrand. Elle gère une école élémentaire publique, qui porte le nom d'Émilie-de-la-Salle (nom donné à l'occasion des vœux 2025 du maire). Celle-ci fait partie d'un regroupement pédagogique intercommunal (RPI), créé en 1991, avec six communes à l'origine : Escurolles, Le Mayet-d'École, Monteignet-sur-l'Andelot, Saint-Pont et Saulzet (Espinasse-Vozelle a quitté le regroupement en 2015). Ce RPI comptait « 143 élèves pour sept classes ».
Les élèves poursuivent leur scolarité au collège de Gannat, puis au lycée de Saint-Pourçain-sur-Sioule ou de Cusset.
L'Institut de formation par alternance d'Escurolles (IFPAE) prépare au BTS.

## Économie
La commune a une vocation agricole, il y a peu d'élevage. On y cultive principalement le blé, le maïs, le tournesol et la betterave à sucre.

### Revenus de la population et fiscalité
En 2011, le revenu fiscal médian par ménage s'élevait à 30 741 €, ce qui plaçait Escurolles au 14 512e rang des communes de plus de 49 ménages en métropole.

### Emploi
En 2012, la population âgée de 15 à 64 ans s'élevait à 493 personnes, parmi lesquelles on comptait 71,6 % d'actifs dont 65,5 % ayant un emploi et 6,2 % de chômeurs.
On comptait 170 emplois dans la zone d'emploi. Le nombre d'actifs ayant un emploi résidant dans la zone étant de 325, l'indicateur de concentration d'emploi est de 52,3 %, ce qui signifie que la commune offre moins d'un emploi par habitant actif.

### Entreprises
Au 1er janvier 2013, Escurolles comptait 26 entreprises : quatre dans l'industrie, trois dans la construction, quinze dans le commerce, les transports et les services divers et quatre dans le secteur administratif, ainsi que 30 établissements.
La principale entreprise, Allier Volailles, entreprise familiale implantée depuis 1894, est un abattoir de volailles, avec une unité de conditionnement de produits élaborés à base de volailles. Elle emploie 70 salariés environ.

### Agriculture
Au recensement agricole de 2010, la commune comptait quinze exploitations agricoles. Ce nombre est en nette diminution par rapport à 2000 (22) et à 1988 (34).
La surface agricole utile (SAU) sur ces exploitations est de 1 361 hectares en 2010, incluant 518 ha d'exploitations individuelles. Aucun chiffre sur les GAEC n'est diffusé en raison du secret statistique.
Les établissements Jeudy, situés à Banelle, ont une unité spécialisée dans la semence de pomme de terre stockée en chambre froide.

### Industrie et construction
L'atelier des Granges, spécialisé en parquet à la française, est installé au château des Granges. Il fabrique aussi des meubles de style.

### Commerce et services
Escurolles possède sur son territoire des activités commerciales ou de service : un point d'alimentation générale - multiservice, une boulangerie-pâtisserie, un café-tabac, un restaurant, un coiffeur en salon ou à domicile, ainsi qu'un service de taxi.
Des professions libérales (médecin, dentiste, infirmière à domicile) et des activités artisanales (électricité générale, plomberie-sanitaire, menuiserie, maçonnerie) sont représentées à Escurolles.
La base permanente des équipements de 2014 recense une épicerie et une boulangerie.

### Tourisme
Au 1er janvier 2015, la commune ne compte ni hôtels ni campings ni aucun autre hébergement collectif.

## Culture locale et patrimoine

### Lieux et monuments
- Château d'Escurolles, 2e moitié du XVe siècle, XVIIe et XIXe siècles. Inscrit MH (1980)[50].

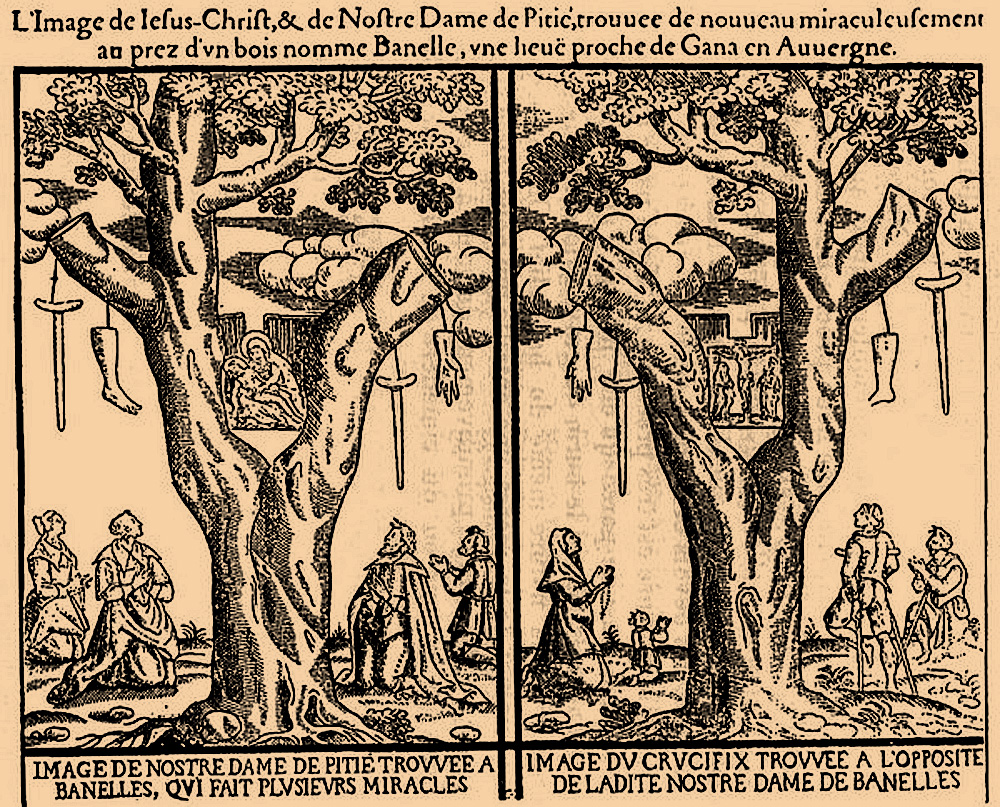
Notre-Dame de Banelle, gravure sur bois du milieu du XVIIIe siècle.

- Château des Granges. Inscrit MH (1983)[51],[52].
- Le prieuré Notre-Dame de Banelle est situé sur la commune d'Escurolles, au lieu-dit Banelle. Un pèlerinage a lieu le 3e dimanche du mois de septembre.
- L'église Saint-Cyr-et-Sainte-Julitte date de l'époque romane et est inscrite à l'inventaire supplémentaire des monuments historiques (1927). Le clocher, initialement construit à la croisée du transept, a été redéposé sur le narthex, puis a imposé la démolition du narthex lui-même en 1908. Les cloches ont alors été installées sur un chevalet à ras de terre. L'église renferme de nombreux supports sculptés, une peinture murale de la fin du XIIIe siècle et possède aussi des restes de peintures murales du XVe siècle[53],[54]. Elle doit son nom à saint Cyr et à sa mère sainte Julitte, deux martyrs chrétiens du IVe siècle.

### Personnalités liées à la commune
- Antoine Percilly (1858-1928), né à Escurolles, architecte, créateur de nombreuses villas et autres bâtiments de Vichy et de la région.
- Léon Cristiani, né le 4 janvier 1879 à Escurolles et mort le 8 janvier 1971 à Moulins, prélat, historien et théologien.

### Héraldique
|  | Les armes de la commune se blasonnent ainsi : D'azur à la main dextre d'argent en bande, tenant une gerbe de blé d'or liée de gueules posée en barre, le tout accompagné au canton dextre du chef d'une fleur de lys d'or. |